# リビングギャラリー
株式会社リビングギャラリーは、新潟県新潟市中央区に本社を置く、新潟県内の不動産仲介業者の中では最大手の不動産会社である。

## 概要
新潟県内12店舗、東京3店舗、神奈川1店舗、千葉1店舗、福島1店舗の18店舗を展開している総合不動産企業である。賃貸仲介、管理をはじめ、不動産開発、売買、投資、賃貸コンサルティング業務など幅広く手がけている。最近では、マンションのコンバージョン、賃貸リノベーションなども手がけており、賃貸入居者向けサービスにも力をいれている。